# Sestigers

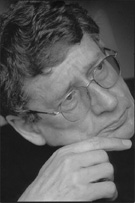
André P. Brink in 1999.

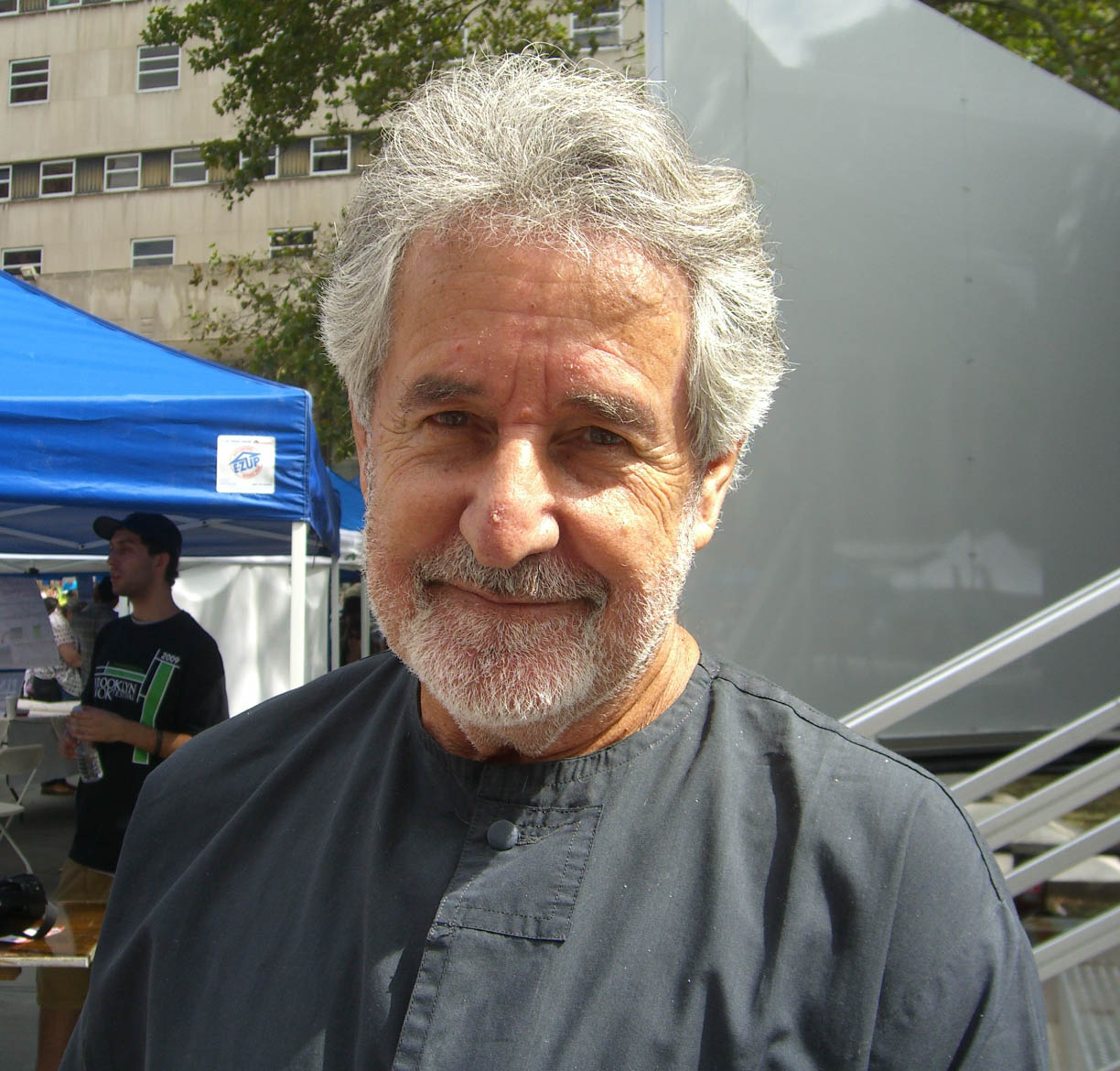
Breytenbach bij het Brooklyn Book Festival 2009

De Sestigers is een groep schrijvers in de Afrikaanse literatuur die met behulp van de Afrikaanse taal weerstand bood tegen het heersende apartheidsbeleid van de regering. Prominente prozaschrijvers waren Etienne Leroux, André P. Brink en Jan Rabie. Dichters uit deze literaire stroming waren onder meer Ingrid Jonker en Breyten Breytenbach. Adam Small en Bartho Smit zijn bekend als de grootste romanschrijvers evenals Hennie Aucamp, Abraham H. de Vries en Henriette Grové.

## Aanloop
In de jaren dertig en veertig vond in de Afrikaanse literatuur een verschuiving plaats naar een meer op het individu gericht schrijven. In 1955 was het Peter Blum die debuteerde als dichter met een meer maatschappelijk geëngageerd werk, waarbij de samenleving op karikaturale wijze, dus als parodie, onder de loep werd genomen. Als definitieve start van De Sestigers wordt het essay Vernuwing in die prosa van N.P. van Wyk Louw gezien. De literaire visie en doelstellingen hierin waren tot dan nog niet aan de orde in de Afrikaanse letteren.

## Historische achtergrond
In 1948 boekte de Nasionale Party een grote verkiezingswinst waarna het nationalisme in Zuid-Afrika hoogtij vierde. In diezelfde periode waren het schrijvers als de Brit Alan Paton die wereldkundig maakte wat het systeem van de apartheid inhield. In 1961 werd Zuid-Afrika een republiek, maar de apartheid bracht het land internationaal in een steeds groter isolement. In maart 1960 vond een bloedbad plaats in Sharpeville en het PAC en de ANC werden verboden. Harold McMillan, de Britse premier, hield in 1960 een toespraak waarin hij tegen de apartheid inging, waarop de Afrikaanse regering bij monde van regeringsleider H.F. Verwoerd liet weten dat de blanken in zijn land aan het roer bleven. De Afrikaanse media versloegen vervolgens het nieuws dat ANC-leider Albert Luthuli de Nobelprijs voor de Vrede niet kreeg en Nelson Mandela werd met andere ANC-kopstukken gearresteerd en veroordeeld tot levenslang wegens hoogverraad en sabotage.

## De beweging
De Sestigers kenmerken zich door een bewuste literaire vorm, politiek en maatschappelijk bewustzijn en in tegenstelling tot eerdere stromingen in de Afrikaanse letteren drukken zij zich voornamelijk uit in poëzie in plaats van proza. Volgens Brink, die 20 jaar later geïnterviewd werd door de New York Times, waren De Sestigers geen beweging die zich bewust geformeerd had. De persoonlijkheden lagen zelfs dikwijls ernstig met elkaar in conflict.

## Invloed van De Sestigers
Na De Sestigers zijn Antjie Krog en Wilma Stockenström verdergegaan in de traditie van deze school. Etienne Leroux is in 1989 overleden. Breytenbach en Brink worden nu gerekend tot de wereldliteratuur. De afgelopen decennia zijn voorts enkele schrijvers met hun stijlen vermengd geraakt, in een literaire stroming die zich blijft richten op sociale en politieke themata.